# Aqüeducte del Baix Vallès
L'Aqüeducte del Baix Vallès és una obra de Barcelona protegida com a Bé Cultural d'Interès Local. Avui dia en desús, l'aqüeducte està situat al barri de Torre Baró.

## Descripció
Aquest tram de l'aqüeducte del Baix Vallès es troba molt a prop de la Torre Baró, a tocar de l'avinguda d'Escolapi Càncer. Consta de quatre arcades de mig punt que aguanten el pas cobert on circulava l'aigua. El pilar central és ample amb una pilastra decorativa adossada i els laterals són estrets i es fan una mica més amples cap a la base. Als dos extrems superiors de l'aqüeducte hi ha una petita construcció de planta quadrangular amb petites finestres semicirculars, portes tapiades i rematada per una cornisa. El parament és de pedra irregular i amb alguns elements destacats amb maó com l'intradòs dels arcs, les cantonades, els pilars estrets, entre d'altres.

## Història
Durant molts anys la ciutat de Barcelona s'havia abastit d'aigua mitjançant l'antic aqüeducte romà i, més tard, amb el Rec Comtal. Però amb l'arribada de la revolució industrial les necessitats d'aigua són majors i per això a finals del segle xix van sorgir un seguit d'iniciatives privades per portar aigua a la ciutat. Una d'elles es l'empresa "Aguas del Bajo Vallès" que va fer aquesta infrastructura amb una longitud de 18 quilometres i una capacitat de 1700 metres cúbics diaris. L'obra fou impulsada per Andreu Mari, empresari que tenia drets d'aigua a les rieres de Ripoll i Caldes i finançat pel banquer Manuel Girona i Agrafel.
L'any 1881 l'empresa es venuda a la "Compagnie des Eaux de Barcelone" que ja explotava l'aigua de Dosrius. Després va passar a mans de la Societat General d'Aigües de Barcelona que va explotar el canal fins a mitjans dels anys 50, moment en què la ciutat va superar els 1,5 milions d'habitants i es va iniciar la canalització del riu Ter.